# Leif Otto Paulsen
Leif Otto Holte Paulsen (Kristiansand, 13 gennaio 1985) è un calciatore norvegese, centrocampista del Vigør.

## Carriera

### Club
Paulsen cominciò la carriera con la maglia dello Start, per cui debuttò nella 1. divisjon il 16 giugno 2004, sostituendo Fredrik Strømstad nel successo per 4-1 sullo Aalesund. Il 17 ottobre dello stesso anno, segnò la prima rete, nella vittoria per 2-1 sullo Haugesund. Il 13 agosto 2006 esordì nella Tippeligaen, sempre con questa maglia, subentrando a Bjarte Lunde Aarsheim nel successo per 3-1 sul Viking.
Nel 2007 passò in prestito al Mandalskameratene. Giocò un solo match di campionato in squadra, schierato titolare nel pareggio per 2-2 sul campo dello Skeid. Tornò poi allo Start, dove fu titolare nel campionato 2008, che si concluse con la promozione nella Tippeligaen. Paulsen giocò altri 7 incontri nella massima divisione norvegese, prima di essere prestato al Bryne.
Per il Bryne, militante in Adeccoligaen, debuttò il 30 agosto 2009, quando fu titolare nel pareggio per 1-1 contro il Sogndal. Terminato il prestito, passò a parametro zero al Vigør, di cui divenne anche allenatore.